# 甲南大學
甲南大學

| 大學設立 | 1951年：甲南大學                                                                |  |
| 創校     | 1919年：甲南高校（舊制）                                                        |  |
| 學校類型 | 私立                                                                            |  |
| 創建者   | 學校法人甲南學園                                                                |  |
| 校長     | 長坂悦敬                                                                        |  |
| 所在地   | 〒658-8501 · 日本兵庫縣神戶市東灘區岡本八丁目9番1号                             |  |
| 學部     | 文學部 經濟學部 法學部 經營學部 理工學部 智能信息學部 管理創造學部 前沿科學學部 |  |
| 大學院   | 人文科學研究科 自然科學研究科 社會科學研究科 前沿科學研究科 法科大學院          |  |
| 網站     | 甲南大學網站 （页面存档备份，存于）                                             |  |

甲南大學（日語：甲南大学／こうなんだいがく）是一所位於日本兵庫縣神戶市東灘區的私立大學，創立於1951年。原為1919年創立的甲南高校。甲南大學的首任校長是曾經在臺北帝國大學物理學講座做出亞洲第一次原子核擊破實驗的荒勝文策。甲南大學的校區位在神戶北部六甲山的山腰上，學生數將近一萬人。該校透過「甲南國際交換中心」提供國際交換課程。

## 大學關係人
- 現任校長：長坂悦敬
- 現任理事長：吉沢英成

## 學部與研究所
- 學部
  - 文學部
  - 經濟學部
  - 法學部
  - 經營學部
  - 理工學部
  - 智能信息學部
  - 管理創造學部
  - 前沿科學學部
- 研究所（大學院）
  - 人文科學研究科
  - 自然科學研究科
  - 社會科學研究科
  - 前沿科學研究科
- 法科大學院

## 国際交流協定校
| - 美国 - 紐約州立大學水牛城分校 - 加利福尼亞大學聖地牙哥分校 - 伊利诺伊大学厄巴纳-香槟分校 - 英国 - 利兹大学 - 德国 - 柏林洪堡大學 - 莱比锡大学 - 法國 - 里昂第三大學 - 加拿大 - 不列顛哥倫比亞大學 - 卡爾頓大學 - 维多利亚大学 | - - 莫道克大學 - 臺灣 - 國立臺北大學 - 東海大學 - 國立聯合大學 - - 漢陽大學 - 中国 - 北京郵電大學 - 西北大學 |